# Sublette (Illinois)
Sublette è un villaggio degli Stati Uniti d'America, situato nello Stato dell'Illinois, nella contea di Lee.